# Muntele Babia
Muntele Babia (în poloneză Babia Góra, în slovacă Babia hora) este un masiv montan situat la frontiera dintre Polonia și Slovacia, punctul său cel mai înalt aflându-se în Munții Tatra (Diablak – 1725 m ). Aici zonele de vegetație sunt ușor de delimitat. Lăsând la o parte plantele de la poalele și de pe culmile muntelui, exista suprafețe cu păduri subalpine și pășuni alpine aflate pe înălțimi.
De-a lungul timpului s-a spus că muntele ar fi fost locuit de numeroase fantome și vrăjitoare, una dintre ele fiind Baba, care i-ar fi împiedicat pe aventurieri să ajungă până în vârf. Muntele Babia s-a făcut cunoscut pentru numeroasele culmi care ademeneau mulți exploratori montani pentru a le număra. Se spune că vrăjitoarea Baba, văzând câțiva călători obligați de împrejurări să înnopteze în apropierea unei culmi, dormind în jurul unui foc de tabără și având capetele acoperite de pături, a exclamat „am ajuns pe toate cele 12 culmi ale muntelui, însă niciodată nu mi-a fost dat să văd un lucru atât de curios” apoi a plecat speriată. Cum ea a fost auzită de unul dintre călători, întregul grup s-a putut întoarce acasă încă de dimineață mulțumit de informația obținută din întâmplare.
Acum doar pantele abrupte mai pot descuraja pe cei puțin experimentați. Să ajungi în vârful muntelui Babia merită osteneala, întrucât priveliștea copleșitoare ,care te lasă fără cuvinte, compensează toate sacrificiile. Pentru a păstra intacte natura și caracterul pantelor, s-a înființat Parcul Național Babiogórski, una dintre primele rezervații naturale poloneze care a fost inclusă în UNESCO.

## Galerie

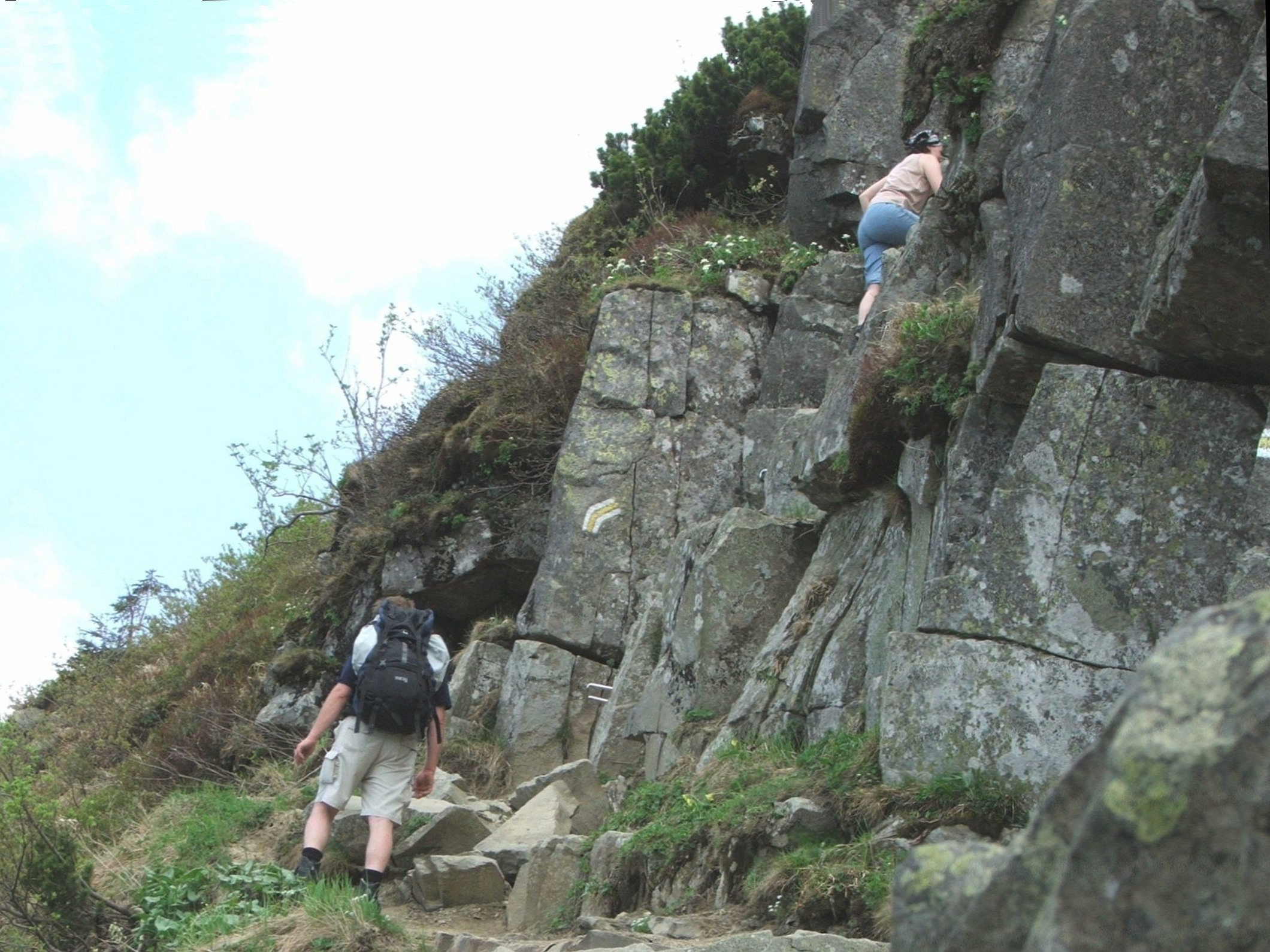
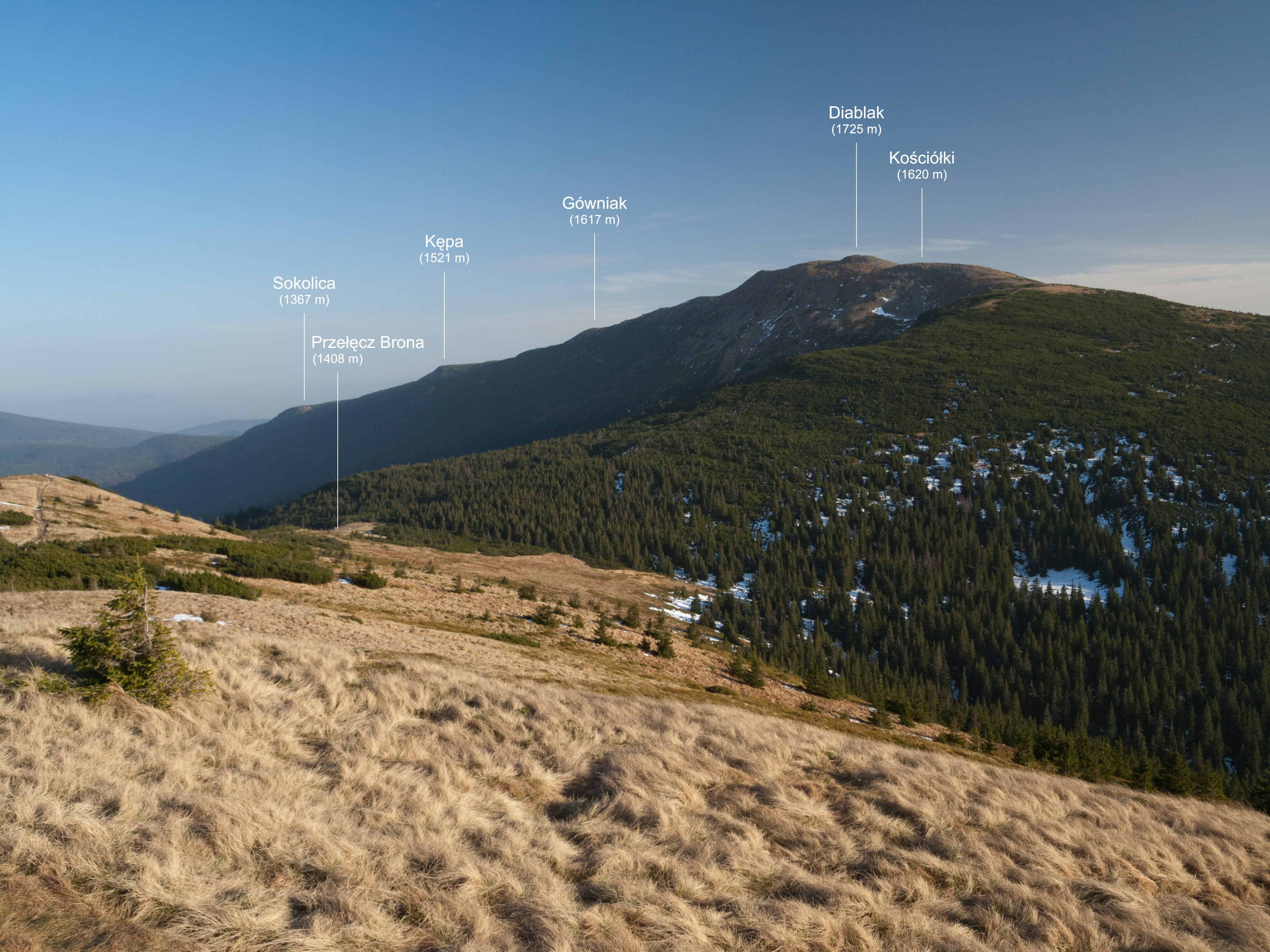
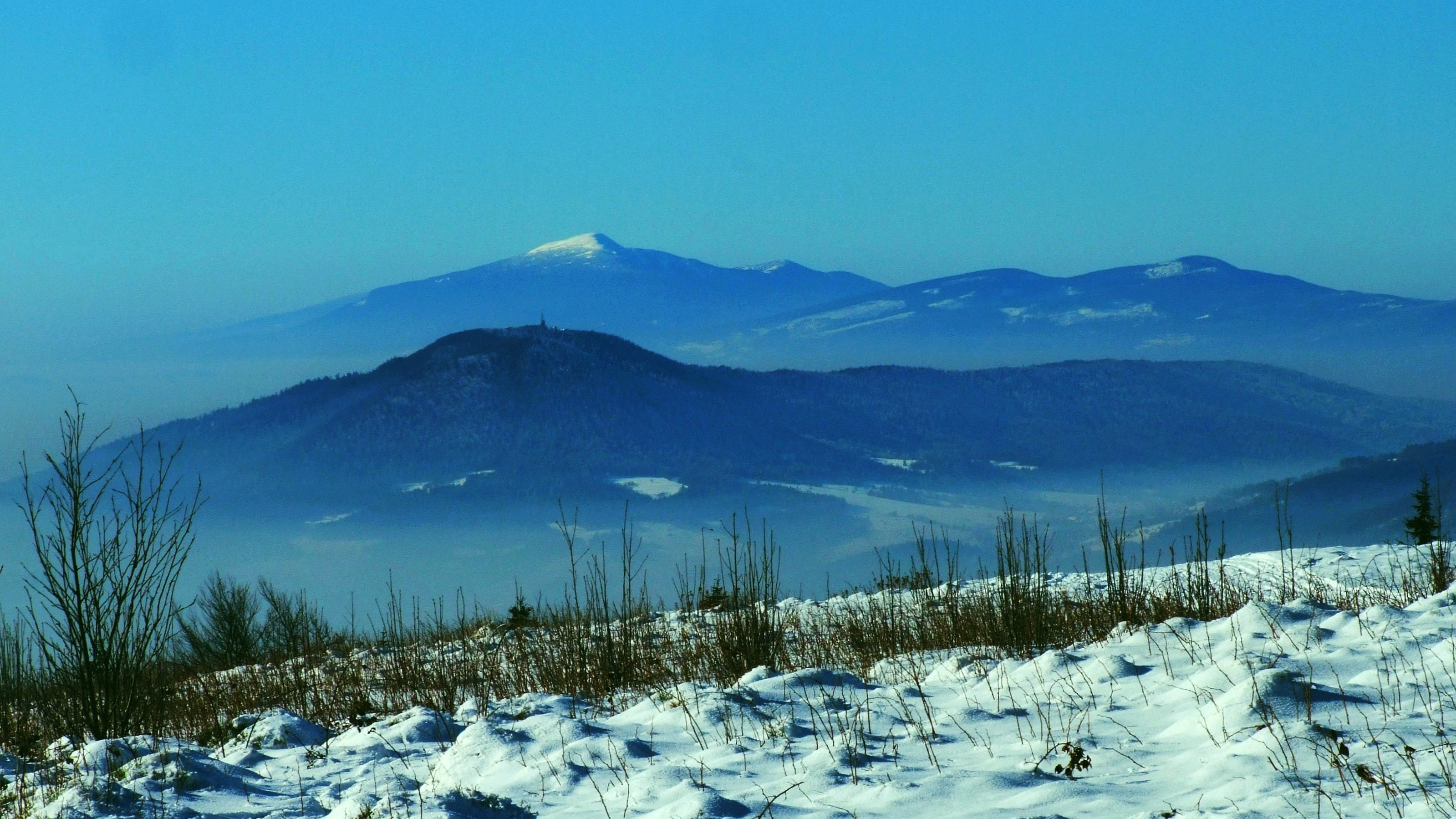